# Més enllà de la llei
Més enllà de la llei (també coneguda com a Paydirt) és una pel·lícula de thriller policial estatunidenc del 2020 escrita i dirigida per Christian Sesma i protagonitzada per Luke Goss i Val Kilmer. S'ha doblat i subtitulat al català.

## Sinopsi
El líder criminal Damien Brooks acaba de sortir en llibertat condicional. L'havien atrapat durant una batuda antidroga de fa deu anys que va acabar malament. En Damien torna a parlar amb la seva antiga banda per trobar els diners robats que havien enterrat després de l'operatiu la DEA. No obstant això, estan sent vigilats pel xèrif Tucker, un oficial retirat que sap que en Damien i la banda encara no representen cap perill. El policia retirat segueix el grup mentre s'embarquen a la recerca del seu botí al desert.

## Repartiment
- Luke Goss com a Damien Brooks
- Val Kilmer com el xèrif Tucker
- Mike Hatton com a Geoff Bentley
- Paul Sloan com a Tony Brooks
- Nick Vallelonga com a Leo Cap
- Mercedes Kilmer com a Jamie
- Mirtha Michelle com a Layla
- Mara Fimbres com a Olivia
- V. Bozeman com a Cici